# Tepatitlán de Morelos
Tepatitlán de Morelos – miasto i gmina w Meksyku, w stanie Jalisco. Jest częścią makroregionu Bajío.
Według Narodowego Spisu Powszechnego w 2010 przez INEGI, gminę zamieszkiwało 136 123 osoby. 
20 września 1883 Tepatitlán otrzymał prawa miejskie. 

## Osoby związane z Tepatitlán de Morelos
- Edgar Solís – piłkarz.
- Diego Jiménez – piłkarz.